# Šarkan
Šarkan é um município da Eslováquia, situado no distrito de Nové Zámky, na região de Nitra. Tem 13,64 km² de área e sua população em 2018 foi estimada em 378 habitantes.

## Demografia
| Ano:        | 1994 | 2004    | 2014    | 2024   |
| ----------- | ---- | ------- | ------- | ------ |
| Broj ljudi: | 393  | 343     | 386     | 369    |
| Razlika:    |      | -12,72% | +12,53% | -4,40% |

| Ano:               | 2023 | 2024   |
| ------------------ | ---- | ------ |
| Número de pessoas: | 358  | 369    |
| Diferença:         |      | +3,07% |